# ゴースト/ニューヨークの幻
『ゴースト/ニューヨークの幻』（原題：Ghost）は、1990年のアメリカ映画。恋愛映画。
2005年から放送されていたテレビドラマの『ゴースト 〜天国からのささやき』とは無関係である。

## 概要
ロマンス、コメディ、ファンタジー、ホラーといったいくつかのジャンルに含まれる。愛する人が幽霊となって目の前に現れるというアイデアは、この映画のメガヒットで多くの亜流映画・小説を生む。
ウーピー・ゴールドバーグがアカデミー助演女優賞を受賞し、作品自体もアカデミー作品賞、編集賞、作曲賞にノミネートされたが、『ダンス・ウィズ・ウルブズ』という強豪の存在のため他はアカデミー脚本賞（ブルース・ジョエル・ルービン）を受賞するにとどまった。
主題歌は、ライチャス・ブラザーズの「アンチェインド・メロディ」（もともとは、1955年の映画『Unchained』（日本未公開）の主題歌だった。作曲はアレックス・ノース）。
監督は『裸の銃を持つ男』や『フライングハイ』などのコメディを得意とするジェリー・ザッカー。母のシャルロッテ・ザッカーを銀行の受付役、妹のスーザン・ブレスラウをサムの同僚のスーザン役で登場させている。1995年にもシリアス路線で『トゥルーナイト』を監督した。
また、脚本のブルース・ジョエル・ルービンの母親も小切手を受け取る慈善団体の教会のシスター役で登場している。

## ストーリー
ニューヨークの銀行に勤めるサム・ウィートは、恋人モリー・ジェンセンと順調に交際を重ね、同僚で友人のカール・ブルーナーとも良好な関係を維持しながら順調に仕事をこなし、平穏な日々を送っていた。
ある日、サムは職場でコンピュータ内の口座データに異変を発見した。
後日、サムとモリーが『マクベス』を観劇しての帰り道、モリーはサムに結婚したいと打ち明け、サムがモリーに「愛してる」と言葉にしてくれないのかと問い詰めた。「愛してる」とモリーが言うと、サムは必ず「Ditto（同じく）」と答えていたのだ。
しかし、サムは暴漢に襲われて死亡し、ゴーストになってしまった。
ゴーストになったサムの姿はモリーには見えず、声も届かなかった。自分を殺した暴漢がモリーのアパートでモリーを襲おうとするのをモリーの飼い猫のフロイドをけしかけ、何とか暴漢を追い出すことに成功。サムは逃げる暴漢を追跡し、暴漢が住むアパートを突き止め、名前が「ウィリー・ロペス」であることを知る。
ウィリーのアパート近くに「霊媒師」の看板があるのを見つけて中へ入ってみると、そこでは胡散臭い女霊媒師のオダ・メイ・ブラウンがいたが、やっていることは明らかなインチキ。サムが茶々を入れていると、何とオダ・メイはサムの声に反応するではないか。
サムはオダ・メイを一晩かけて説得して、モリーに会いに行かせ、サムを殺した犯人の名前が「ウィリー・ロペス」であることをモリーに伝えた。
モリーはオダ・メイのことをカールに相談するが、カールはオダ・メイをペテン師だと決め付ける。しかし、真意を確かめたいと考えるモリーを見て、カールがウィリーのいるアパートへ行くことになった。
カールを心配して後をついていったサムだったが、ウィリーの部屋で自分が死んだ事件の衝撃的な真相を知ることとなる。カールは麻薬組織と交わした裏取引により、資金洗浄を行っていたのだ。不審な点に気付いたサムが資金洗浄のための架空口座の送金用コードを変更したことで麻薬組織への送金が出来ない状態となり、変更されたコードが書かれた手帳が入った財布をサムから盗むようカールはウィリーに依頼していたのだった。
一方、モリーはオダ・メイから伝えられたことについて警察署へ相談したが、オダ・メイには詐欺で複数回服役していた前科があることを告げられ、ショックを受ける。
サムは再びオダ・メイに依頼し、カールが開設していた架空口座の名義人に成り済まして口座を解約させる。口座に入金されていた400万ドルを手にして喜ぶオダ・メイだったが、その金が犯罪資金であり、持っていると命が危険だとサムに諭され、400万ドルを慈善団体に寄付した。
同じ頃、銀行のオフィスにいたカールは、架空口座が解約されて400万ドルが消えてしまったことを知って慌てる。銀行閉店の後、カールはモリーのアパートへ駆け込むと、サムについて改めてモリーに問うた。オダ・メイが口座を解約する場面を目撃していたモリーがその事をカールに伝えると、カールは口座の金が無くなった理由を悟る。カールはウィリーを伴ってオダ・メイが住むアパートへ向かった。
一足早く到着したサムから危機が迫っていることを知らされたオダ・メイはアパートから逃げ出すことに成功。カールとウィリーはオダ・メイを探し回るが、サムが起こしたポルターガイストにパニック状態になったウィリーはアパートから飛び出して車道へ出したところを乗用車とバスに挟まれ死亡する。ウィリーもゴーストと化してしまうが、地獄の使者達が現れ、ウィリーを捕えて地獄へと連れ去っていった。
オダ・メイが語るサムが殺された事件の真相とモリーに迫る命の危機について、当初、モリーはオダ・メイの前科もあってまったく信じようとしなかったが、モリーとサムしか知らないことや、サムが1セント硬貨を動かしたことでゴーストとなったサムの存在を信じ、警察に通報する。しかし、警察より先にカールがアパートに戻ってきた。オダ・メイとモリーを追い詰めるカールだったが、サムから反撃されて失敗。カールは天井から吊るされていた工事用のフックをサムに投げつけるが、戻ってきたフックは窓ガラスを割り、割れた窓ガラスがカールの胸に刺さって絶命した。カールもゴーストとなったが、ウィリーと同様に地獄の使者達に連れ去られていった。
心残りが無くなったサムを天国からの迎えの光が照らし出し、モリーもゴーストのサムの姿が見えた。サムは初めてモリーに「愛している」と自分の本心を伝え、モリーは「Ditto（同じく）」と答える。オダ・メイとモリーに見送られながら、サムは天国へと旅立って行った。

## キャスト
| 役名                 | 俳優                          | 日本語吹き替え | 日本語吹き替え | 日本語吹き替え |
| 役名                 | 俳優                          | ソフト版       | フジテレビ版   | テレビ朝日版   |
| -------------------- | ----------------------------- | -------------- | -------------- | -------------- |
| サム・ウィート       | パトリック・スウェイジ        | 江原正士       | 江原正士       | 堀内賢雄       |
| モリー・ジェンセン   | デミ・ムーア                  | 高島雅羅       | 金野恵子       | 松井菜桜子     |
| オダ・メイ・ブラウン | ウーピー・ゴールドバーグ      | 小宮和枝       | 今井和子       | 片岡富枝       |
| カール・ブルーナー   | トニー・ゴールドウィン        | 大塚芳忠       | 鈴置洋孝       | 家中宏         |
| ウィリー・ロペス     | リック・アビレス              | 牛山茂         | 福田信昭       | 西凜太朗       |
| 地下鉄のゴースト     | ヴィンセント・スキャヴェリ    | 吉水慶         | 青野武         | 水野龍司       |
| 緊急治療室のゴースト | フィル・リーズ                | 峰恵研         | 中庸助         | 沢りつお       |
| ローザ・サンティアゴ | アンジェリカ・エストラーダ    | 秋元千賀子     | 荘司美代子     | 秋元千賀子     |
| クララ               | アルメリア・マックィーン      | 達依久子       | 片岡富枝       | 堀越真己       |
| ルイーズ             | ゲイル・ボグス                | 深見梨加       | 紗ゆり         | 喜田あゆ美     |
| 巡査部長             | スティーヴン・ルート          | 有本欽隆       | 岡部政明       | 幹本雄之       |
| 婦警                 | ローラ・ドレイク              | 火野カチコ     | 有馬瑞香       | 定岡小百合     |
| オーランド           | オージー・ブラント            | 小関一         | 中庸助         | 中庸助         |
| オーティーシャ       | ヴィヴィアン・ボネル          | 片岡富枝       | 好村俊子       | 水原リン       |
| ライル・ファーガソン | ブルース・ジャーチョウ        | 城山堅         | 西村知道       | 水内清光       |
| 銀行の同僚           | ウィリアム・コート            | 秋元羊介       |                | 梅津秀行       |
| ゴースト             | J・クリストファー・サリヴァン | 幹本雄之       |                |                |
| アーセニオ・ホール   | アーセニオ・ホール            | 小室正幸       |                | 水内清光       |
| ローズ               | マルティナ・ディーグナン      | 亀井芳子       | 滝沢久美子     | 佐藤しのぶ     |
| タクシードライバー   | サイード・ファラジ            | 古田信幸       |                |                |

- ソフト版 - VHS・DVD・BD収録※当初、機内版として制作された。
  - 演出：高橋剛[5]、翻訳：島伸三、制作：東北新社
- フジテレビ版 - 初回放送1993年10月2日『ゴールデン洋画劇場』

その他：小山武宏、峰恵研、沢木郁也、幹本雄之
- 演出：向山宏志、翻訳：西森マリー、調整：熊倉亨、効果：リレーション、制作：東北新社

- テレビ朝日版 - 初回放送1999年10月24日『日曜洋画劇場』※テレビ放送の際よく使用される。

その他：楠見尚己、山崎智子
- 演出：木村絵理子、翻訳：荒木小織、調整：高橋昭雄、効果：サウンドボックス、制作：東北新社

## 音楽
- サウンドトラック - アルバムは、アカデミー作曲賞にノミネートされた。

## 興行収入
製作予算は22,000,000ドルで、興行収入は世界で約500,000,000ドル。1991年の世界歴代興行収入上位の映画一覧で最高10位にランクインした。現在でも、ロマンス・ファンタジー映画の興行収入では、1位になっている。

## リメイク
2010年、当作品に着想を得たアジア版『ゴースト』の制作が発表された。松嶋菜々子と、韓国ドラマ『秋の童話』や『エデンの東』に主演する俳優ソン・スンホンとの共演で、2010年秋公開。

## 舞台化

### 日本
『ゴースト ニューヨークの幻』と題して、砂本量脚色、吉川徹演出により2002年12月に世界初の舞台化。主演は愛華みれと沢村一樹で、愛華は本作がストレートプレイ初出演、沢村は本作が舞台初出演となる。

#### 上演日程
- 東京公演 2002年12月6日 - 22日、ル・テアトル銀座
- 名古屋公演 2003年1月13日・14日、愛知厚生年金会館
- 大阪公演 2003年1月18日 - 26日、シアター・ドラマシティ

#### キャスト（日本）
- モリー・ジェンセン：愛華みれ
- サム・ウィート：沢村一樹
- カール・ブルーナー：羽場裕一
- ウィリー・ロペス：若松武史
- オダ・メイ・ブラウン：佐藤オリエ

#### スタッフ
- 原作：ブルース・ジョエル・ルービン
- 演出：吉川徹
- 脚色：砂本量
- 音楽：玉麻尚一
- 振付：西祐子
- 美術：堀尾幸男
- 照明：高見和義
- 音響：山本浩一
- イリュージョン：アンギュラ
- アクション：渥美博
- 衣装：宇野善子
- 特殊メイク：馮啓孝
- ヘアメイク：片山昌子
- 演出助手：小川美也子
- 舞台監督：二瓶剛雄
- 照明チーフ＆ムービング：山本義徳

### イギリス
『ゴースト・ザ・ミュージカル（原題：Ghost the Musical）』として、2011年7月にイギリスのピカデリー・シアターで上演。2012年4月からは、アメリカのブロードウェイ、ネダーランダー劇場にて上演されることが決定している。

## その他
- 2008年には同作とタイアップしたパチンコ機が藤商事から発売されている。
- 2011年3月、「スペシャル・コレクターズ・エディション」と題してBlu-ray Disc版がリリースされた。